# Mesochorus fastuosus
Mesochorus fastuosus är en stekelart som beskrevs av Dasch 1974. Mesochorus fastuosus ingår i släktet Mesochorus och familjen brokparasitsteklar. Inga underarter finns listade i Catalogue of Life.